# Зимны-Здруй
Зимны-Здруй — деревня в гмине Черниково Торуньского повета Куявско-Поморского воеводства в центральной части севера Польши.